# Dennstaedtia terminalis
Dennstaedtia terminalis là một loài dương xỉ trong họ Dennstaedtiaceae. Loài này được Alderw. mô tả khoa học đầu tiên năm 1914.
Danh pháp khoa học của loài này chưa được làm sáng tỏ. 